# Spirobrachia leospira
Spirobrachia leospira is een borstelworm uit de familie Siboglinidae. Het lichaam van de worm bestaat uit een kop, een cilindrisch, gesegmenteerd lichaam en een staartstukje. De kop bestaat uit een prostomium (gedeelte voor de mondopening) en een peristomium (gedeelte rond de mond) en draagt gepaarde aanhangsels (palpen, antennen en cirri).
Spirobrachia leospira werd in 1975 voor het eerst wetenschappelijk beschreven door Gurjeeva.